# 5481 Kiuchi
5481 Kiuchi este un asteroid din centura principală de asteroizi.

## Descriere
5481 Kiuchi este un asteroid din centura principală de asteroizi. A fost descoperit pe 15 februarie 1990 la Kitami de Kin Endate și Kazuro Watanabe. Asteroidul prezintă o orbită caracterizată de o semiaxă mare de 2,34 ua, o excentricitate de 0,06 și o înclinație de 6,0° în raport cu ecliptica.